# NOLA (album)
A Down együttes debütáló lemeze a NOLA volt. A NOLA rövidítés New Orleans (NO) és Louisiana (LA) nevéből adódik össze. A dalok legtöbbjét Phil Anselmo és Pepper Keenan írta 1990 és 1995 között.

## Számok listája
|     | Cím                   | Szerző(k)                        | Hossz |
| --- | --------------------- | -------------------------------- | ----- |
| 1.  | Temptation's Wings    | Anselmo/Keenan                   | 4:24  |
| 2.  | Lifer                 | Anselmo/Keenan                   | 4:36  |
| 3.  | Pillars of Eternity   | Anselmo                          | 3:57  |
| 4.  | Rehab                 | Anselmo/Keenan/Windstein         | 4:03  |
| 5.  | Hail the Leaf         | Anselmo                          | 3:28  |
| 6.  | Underneath Everything | Anselmo/Keenan                   | 4:46  |
| 7.  | Eyes of the South     | Anselmo/Keenan                   | 5:13  |
| 8.  | Jail                  | Anselmo/Keenan/Strange/Windstein | 5:17  |
| 9.  | Losing All            | Anselmo/Keenan                   | 4:21  |
| 10. | Stone the Crow        | Anselmo/Keenan                   | 4:42  |
| 11. | Pray for the Locust   | Anselmo                          | 1:07  |
| 12. | Swan Song             | Anselmo/Bower/Keenan             | 3:35  |
| 13. | Bury Me in Smoke      | Anselmo/Keenan                   | 7:04  |

## Közreműködők
- Phil Anselmo - ének
- Kirk Windstein - gitár
- Pepper Keenan - gitár
- Todd Strange - basszusgitár
- Jimmy Bower - dob